# العملة الخليجية الموحدة

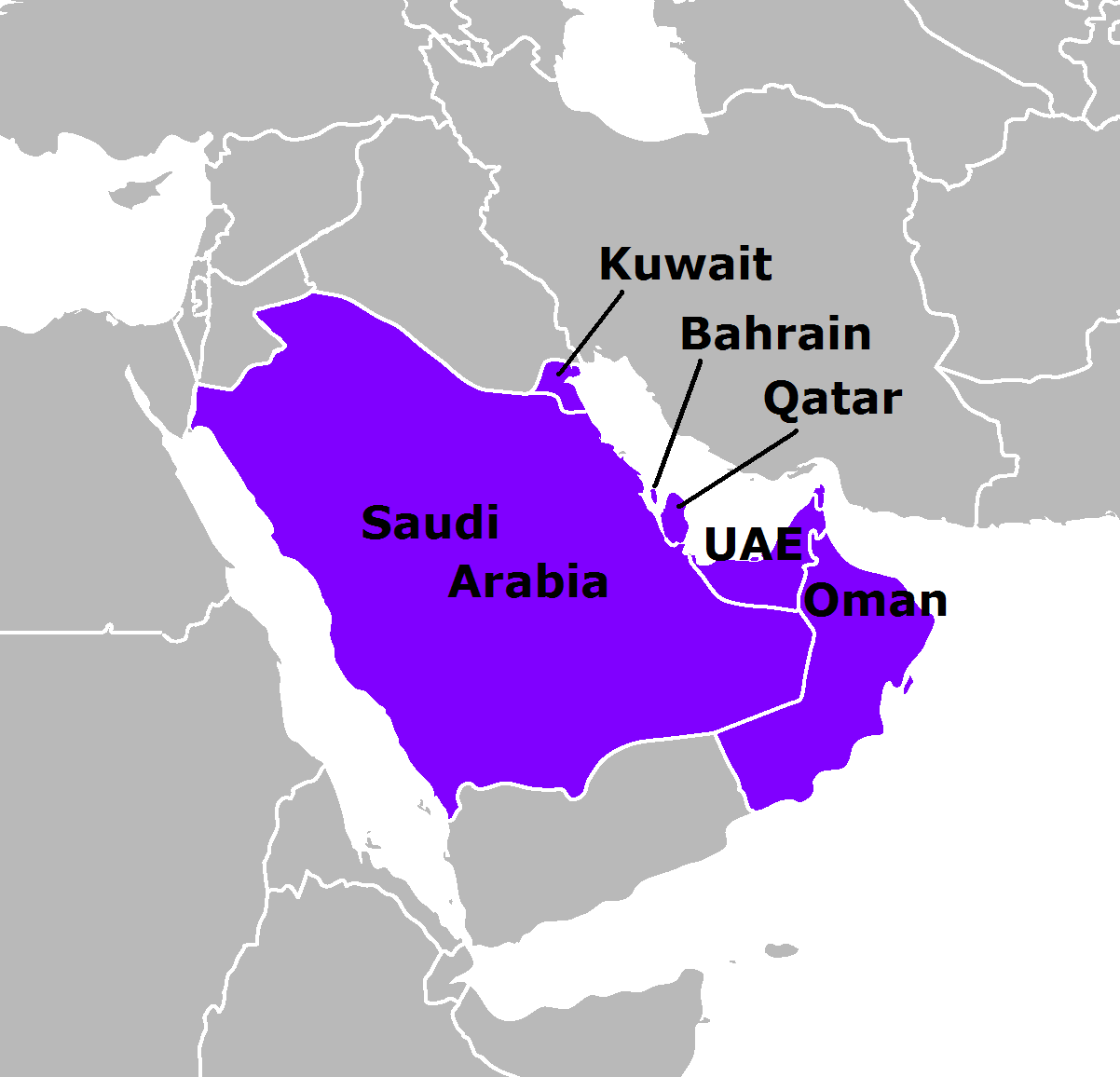
دول الخليج العربي

العملة الخليجية الموحدة مشروع لدول الخليج العربي لإصدار عملة خليجية موحدة تصدر عام 2010. وقد وقعت كل من السعودية والكويت وقطر والبحرين في الرياض على اتفاقية إقامة الوحدة النقدية الخليجية الموحدة التي تضمهم في 7 يونيو 2009 وقد كانت الإمارات قد انسحبت احتجاجاً على اختيار الرياض مقراً للبنك المركزي الخليجي بينما لم تدخل عُمان منذ البداية، أكدت الدول الخليجية الأربعة بأنها ستعلن ولادة النقد الخليجي الموحد بنهاية ديسمبر 2013، باستثناء الإمارات وسلطنة عمان.وناقشت القمة الخليجية الـ44 ملفات اقتصادية عدة منها العمل على إصدار العملة الخليجية الموحدة.